# خط طول 123° شرق
خط طول 123° شرق هو أحد خطوط الطول الجغرافية، والتي تمتد من القطب الشمالي الجغرافي إلى القطب الجنوبي الجغرافي، وحسب التحويل الزمني يتقدم خط طول 123° شرق عن خط غرينتش بـ8 ساعات و12 دقيقة.

## من القطب إلى القطب
ينطلق خط طول 123° شرق من القطب الشمالي نحو القطب الجنوبي مرورا بالمناطق التي ترد في الجدول التالي:
| الإحداثيات                           | البلد أو الإقليم أو البحر | ملاحظات |
| ------------------------------------ | ------------------------- | --- |
| 90°0′N 123°0′E / 90.000°N 123.000°E  | المحيط المتجمد الشمالي    | |
| 78°2′N 123°0′E / 78.033°N 123.000°E  | بحر لابتيف                | |
| 72°57′N 123°0′E / 72.950°N 123.000°E | روسيا                     | ياقوتيا أوبلاست أمور — من 56°31′N 123°0′E / 56.517°N 123.000°E |
| 53°30′N 123°0′E / 53.500°N 123.000°E | جمهورية الصين الشعبية     | هيلونغجيانغ منغوليا الداخلية — من 51°17′N 123°0′E / 51.283°N 123.000°E Heilongjiang — من 47°43′N 123°0′E / 47.717°N 123.000°E Inner Mongolia — من 46°42′N 123°0′E / 46.700°N 123.000°E جيلين — من 46°6′N 123°0′E / 46.100°N 123.000°E Inner Mongolia — من 44°29′N 123°0′E / 44.483°N 123.000°E لياونينغ — من 42°44′N 123°0′E / 42.733°N 123.000°E |
| 39°40′N 123°0′E / 39.667°N 123.000°E | البحر الأصفر              | مرورا بشرق the Shandong Peninsula، شاندونغ, جمهورية الصين الشعبية (في 37°23′N 122°42′E / 37.383°N 122.700°E) |
| 33°17′N 123°0′E / 33.283°N 123.000°E | بحر الصين الشرقي          | مرورا بشرق the زهوشان archipelago, تشيجيانغ, جمهورية الصين الشعبية (في 30°25′N 122°56′E / 30.417°N 122.933°E) |
| 24°28′N 123°0′E / 24.467°N 123.000°E | اليابان                   | أوكيناوا (محافظة) — جزيرة Yonaguni |
| 24°26′N 123°0′E / 24.433°N 123.000°E | المحيط الهادئ             | بحر الفلبين |
| 14°7′N 123°0′E / 14.117°N 123.000°E  | الفلبين                   | جزيرة لوزون |
| 13°31′N 123°0′E / 13.517°N 123.000°E | Ragay Gulf                | |
| 13°9′N 123°0′E / 13.150°N 123.000°E  | الفلبين                   | جزيرة Burias |
| 13°0′N 123°0′E / 13.000°N 123.000°E  | بحر سيبويان               | |
| 11°30′N 123°0′E / 11.500°N 123.000°E | الفلبين                   | جزيرة باناي |
| 11°5′N 123°0′E / 11.083°N 123.000°E  | Guimaras Strait           | |
| 10°55′N 123°0′E / 10.917°N 123.000°E | الفلبين                   | جزيرة نيغروس |
| 9°3′N 123°0′E / 9.050°N 123.000°E    | بحر سولو                  | |
| 8°25′N 123°0′E / 8.417°N 123.000°E   | الفلبين                   | جزيرة مينداناو |
| 7°28′N 123°0′E / 7.467°N 123.000°E   | بحر سيليبس                | |
| 0°58′N 123°0′E / 0.967°N 123.000°E   | إندونيسيا                 | جزيرة سولاوسي (Minahassa Peninsula) |
| 0°30′N 123°0′E / 0.500°N 123.000°E   | Gulf of Tomini            | |
| 0°37′S 123°0′E / 0.617°S 123.000°E   | إندونيسيا                 | جزيرة سولاوسي (East Peninsula) |
| 0°54′S 123°0′E / 0.900°S 123.000°E   | Peleng Straits            | |
| 1°12′S 123°0′E / 1.200°S 123.000°E   | إندونيسيا                 | جزيرة جزيرة بيلنغ |
| 1°31′S 123°0′E / 1.517°S 123.000°E   | بحر باندا                 | مرورا بغرب the جزيرة Manui, إندونيسيا (في 3°35′S 123°2′E / 3.583°S 123.033°E) |
| 4°0′S 123°0′E / 4.000°S 123.000°E    | إندونيسيا                 | جزيرة ووني |
| 4°12′S 123°0′E / 4.200°S 123.000°E   | بحر باندا                 | مرورا بشرق the جزيرة سولاوسي, إندونيسيا (في 4°19′S 122°54′E / 4.317°S 122.900°E) |
| 4°23′S 123°0′E / 4.383°S 123.000°E   | إندونيسيا                 | جزيرة بوتون (جزيرة) |
| 4°56′S 123°0′E / 4.933°S 123.000°E   | بحر باندا                 | |
| 5°9′S 123°0′E / 5.150°S 123.000°E    | إندونيسيا                 | جزيرة بوتون (جزيرة) |
| 5°23′S 123°0′E / 5.383°S 123.000°E   | بحر باندا                 | |
| 8°17′S 123°0′E / 8.283°S 123.000°E   | إندونيسيا                 | جزر جزيرة فلوريس (إندونيسيا)، جزيرة أدونارا وجزيرة سولور |
| 8°30′S 123°0′E / 8.500°S 123.000°E   | بحر سافو                  | |
| 10°44′S 123°0′E / 10.733°S 123.000°E | إندونيسيا                 | جزيرة Rote |
| 10°52′S 123°0′E / 10.867°S 123.000°E | المحيط الهندي             | |
| 12°14′S 123°0′E / 12.233°S 123.000°E | أستراليا                  | جزر أشمور وكارتيير |
| 12°17′S 123°0′E / 12.283°S 123.000°E | المحيط الهندي             | |
| 16°23′S 123°0′E / 16.383°S 123.000°E | أستراليا                  | أستراليا الغربية |
| 33°52′S 123°0′E / 33.867°S 123.000°E | المحيط الهندي             | Australian authorities consider this to be part of the المحيط الجنوبي[1][2] |
| 60°0′S 123°0′E / 60.000°S 123.000°E  | المحيط الجنوبي            | |
| 66°40′S 123°0′E / 66.667°S 123.000°E | القارة القطبية الجنوبية   | الإقليم الأسترالي في القارة القطبية الجنوبية، المطالب الإقليمية بالقارة القطبية الجنوبية by أستراليا |